# Chushul (Ladakh)
Chushul ist ein Ort im indischen Unionsterritorium Ladakh.

## Lage und Einwohner
Der Ort liegt südöstlich von Leh im ladakhischen Teil vom Changthang und liegt sehr Nahe der Line of Actual Control. Für ausländische Touristen ist die Gegend gesperrt. Inländische Touristen jedoch können mit einem Inner Line Permit den Ort besuchen. Erreichbar ist Chushul über den Pangong Tso. Ab Merak ist Chushul über einen Schotterweg erschlossen. Auch über das Industal via Upshi ist Chushul erreichbar. Die knapp 1000 Einwohner leben von der Landwirtschaft und vom Militär.

## Geschichte
Im Vertrag von Chushul 1842 wurde die Grenze von Ladakh und Tibet offiziell festgelegt.
Chushul war im Krieg mit China 1962 ein wichtiger Ort. Dort fanden am 18. November 1962 am Rezang La (5100 m) schwere Kämpfe statt, mit schweren Verlusten der Chinesen, schaffte es die indische Armee das das Gebiet weiterhin zu Indien gehört. In der Nähe von ist ein wichtiges Mahnmal, das an die Kampfhandlungen erinnert. Die Grenze zwischen China und Indien ist immer wieder formeller Treffpunkt für Gespräche.